# Tadahiro Nomura
Tadahiro Nomura (jap. 野村忠宏 Nomura Tadahiro; ur. 10 grudnia 1974 w mieście Nara) – japoński judoka, złoty medalista Igrzysk Olimpijskich w Atlancie, Igrzysk Olimpijskich w Sydney i Igrzysk Olimpijskich w Atenach.
Na Mistrzostwach Świata zdobył dwa medale: złoty w Paryżu (1997) i brązowy w Osace (2003).
Po niezakwalifikowaniu się do Igrzysk Olimpijskich w Pekinie zakończył karierę sportową.